# أحمد العسال
أحمد العسال (16 مايو 1928 - 10 يوليو 2010) هوعالم وداعية إسلامي مصري.

## حياته ونشاته
ولد بقرية الفرستق مركز بسيون بمحافظة الغربية في 16 مايو 1928، وحرص والده أن يحفِّظه القرآن الكريم في سن مبكرة، فأتم حفظَ القرآن كاملاً في سنِّ العاشرة والنصف، وحصل على جائزة الملك فاروق التي خصَّصها لمن يُتِم حِفظَ القرآن كاملاً قبل سنّ الثانية عشرة. أثناء حفظه القرآن، حصل على الشهادة الابتدائية، وبعد ذلك قدَّم له والده في المعهد الديني بطنطا، وهناك قابل الدكتور يوسف القرضاوي، وكانا في فصل واحد بالمعهد الديني.
- حاصل على الدكتوراه في أصول الفقه من إنجلترا عام 1968.
- عمل بالجامعة الإسلامية العالَمية بباكستان نائبًا فرئيسًا فمستشارًا.
- متخصص في الثقافة الإسلامية، وله باعٌ طويل في تأليف المناهج الإسلامية.
- له العديد من المؤلفات في مختلف المجالات الإسلامية.
- وكان قد أسَّس دار الرعاية الإسلامية في إنجلترا.
- كما رافق الدكتور يوسف القرضاوي في الدراسة بالأزهر الشريف، الداعية الكبير الدكتور أحمد العسال عمل أستاذًا، ثم رئيسًا للجامعة الإسلامية بباكستان وعضو الاتحاد العالمي لعلماء المسلمين، صاحب المسيرة الطويلة مع الدعوة الإسلامية، التي بدأها منذ خمسينيات القرن الماضي، ولم تنته إلا بوفاته.. فارسنا الذي ترجل عن جواده تخرَّج في كلية الشريعة جامعة الأزهر تخصص تدريس عام 1958، ليعمل بعد ذلك في مكتب شيخ الأزهر الأسبق الشيخ محمود شلتوت عام 1960.

سافر في بعثة إلى دولة قطر- بعد عمل في مكتب شيخ الأزهر لمدة عامين- لتدريس مادة اللغة العربية في مدارسها الثانوية في الأعوام من 1961 حتى 1965، وحصل على الدكتوراه في الفلسفة الإسلامية من جامعة كامبريدج في لندن عام 1968، ثم عمل بعد ذلك في تحقيق المخطوطات بجامعة كامبريدج حتى عام 1970.
تولَّى رئاسة قسم الثقافة الإسلامية بجامعة الإمام محمد بن سعود بالمملكة العربية السعودية في الأعوام من عام 1970 حتى 1984، ورأس قسم الدعوة في كلية الدعوة والإعلام بجامعة الإمام محمد بن سعود عام 1984م، وعُيِّن أستاذًا بالجامعة الإسلامية العالمية بإسلام أباد في الأعوام من 1986 حتى 2002م، تم تعيينه نائبًا فرئيسًا ثم مستشارًا للجامعة الإسلامية في إسلام أباد.

## مع الإخوان
ويعتبر من أعلام دعوة الإخوان المسلمين، ومستشار رئيس الجامعة الإسلامية العالمية بإسلام آباد- باكستان، يقول عن التحاقه بالإخوان: «العجيب أنني والشيخ يوسف القرضاوي كنا نسير في الشارع بعد خروجِنا من المعهد، فوجدنا جوالةَ الإخوان تقف في الشارع تهتف» الله أكبر ولله الحمد«وتقول:» الله غايتنا، والرسول قدوتنا، والقرآن دستورنا، والجهاد سبيلنا، والموت في سبيل الله أسمى أمانينا«فهزَّتنا المبادئ، فمضَينا خلْفَ الجوَّآلة فعرَفنا الشُّعبة، وكنا آنذاك في الصف الثالث الإعدادي الأزهري، وكان يدرِّس لنا في المعهد أستاذ طيبٌ، وكان عضوَ مكتب الإرشاد لجماعة الإخوان المسلمين، وهو الأستاذ البهي الخولي، فتولاَّنا وكان يجلس معنا كل أسبوع مرتَين، يومي الأحد والثلاثاء، ولما دخلنا الثانوية أنا والشيخ يوسف تدرَّبنا على الخَطابة، وكان في ذلك الوقت الأخ أمين الوصيف المسئول عن قسم نشر الدعوة، فكان كل يوم خميس يوزع علينا القُرى المحيطة بطنطا لنخطبَ فيها الجمعة، ومرت السنون حتى جاءت محنة 48 وتم حلُّ جماعة الإخوان المسلمين».

## سجنه
كانت أولى اعتقالاته وهو في الصف الخامس الثانوي، حينما قام هو وبعض من الإخوان بعمل إضرابات ومظاهرات حتى لا تُحَلَّ الجماعة، واعتقل هو والشيخ القرضاوي وبعض الإخوان الآخرون إثر هذه المظاهرات، وتم ترحيلهم من قسم أول إلى الهايكستب، ثم إلى معتقل الطور، ولما عرفوا أنهم طلاب ثانوية استحيوا وأعادوهم إلى الهايكستب، ثم أعادوهم مرةً أخرى إلى الطور، وكان الشيخ محمد الغزالي في ذلك الوقت هو مسئول الإخوان في المعتقَل، وكان معهم في المعتقَل الشيخ عبد المعز عبد الستار، وبعد خروجه من المعتقل بعد ما يقرب من 9 أشهر كانت مدة الامتحانات قد انتهت، ولكن قام الدكتور طه حسين- وزير المعارف آنذاك- بعمل امتحان استثنائي للمعتقَلين، لكنه جاء متأخرًا فامتُحن هو والدكتور القرضاوي، وبعد ذلك تقدَّم إلى كلية الشريعة، ثم اعتُقل بعد ذلك عام 1953م على يد رجال الثورة ثم أُفرج عنه، ثم اعتقل فظل في السجن الحربي حتى يونيو 1956م، فخرج وأتم دراسته بالكلية، وبعد تخرجه منعَته الحكومةُ من التعيين في أي عمل وظيفي، فعمل في المدارس الخاصة؛ حيث عمل في مصر الجديدة.
يقول عن فترة اعتقاله في السجن الحربي: «حرمونا من المصحف، ومع ذلك كان كل واحد منا يقدِّم درسًا مما يعلمه، والاعتقال في السجن الحربي كان قاسيًا جدًّا؛ حيث منعوا عنا كل شيء، سواءٌ كانت مصاحف أو كتبًا، وحتى الزيارات منعوها، وكنا نتدارس مع بعضنا ما نعلمه، واللطيف أن البعض منا تعلم اللغة الإنجليزية على البطانية السمراء والصابون اللوكس، وأتذكر أن أول زيارة لنا في السجن الحربي كانت بعد 7 شهور».

## الجامعة الإسلامية العالمية بباكستان
يقول الدكتور العسال عن التحاقه بالجامعة الإسلامية: "الشيخ الباقوري كان يعرفني جيدًا أثناء الدراسة، وعندما شاهدني مرةً بوزارة الأوقاف قال لي: أين أنت الآن يا أحمد؟ فقلت: والله، نحن ممنوعون من العمل، فقال لي: "قليل من الصبر يُذهب كثيرًا من السخف"، وبعدها تقدمنا لمسابقة الإمامة فرفضوا تعيينَنا، لكن الشيخ الباقوري قال يُعيَّنا في وظيفة إدارية، فتم تعييننا في الأوقاف وعملنا في مجلة منبر الإسلام أنا والشيخ القرضاوي أيضًا، ثم نقلنا الشيخ الباقوري إلى مكتب الشيخ شلتوت في إدارة الأزهر.
كان عملنا تتبُّع الإذاعة والصحف وعمل تقرير إدارة الأزهر لرفعه إلى رئيس الجمهورية، ثم طلبْنا من الشيخ شلتوت أن نخرج من هذا المكان؛ لأننا «تعبنا»، فأوصلنا بالشيخ عبد الله التركي- مدير العلوم الشرعية في قطر- فوافق على سفرنا، لكن عندما سافرنا إلى الدوحة وجَدنا الحركة القومية أرهقت أذهان الطلاب، وقالوا لهم إن الإسلام قد انتهى، فقلنا لهم «لا».. الإسلام لم ينتهِ والعروبة من غير الإسلام هي الجاهلية، وبالإسلام هي القرآن وهي السنة وهي محمد صلى الله عليه وسلم، وقمنا بعمل محاضرات وندوات ومؤتمرات ولقاءات طوال العام الدراسي، ووضعنا النقاط على الحروف بعد قراءَتِنا لكل فكر البعث، وقمنا بالردِّ على هذا الفكر، فهم كانوا يقولون اللغة والتاريخ ووحدة الألم والآمال، فقلنا لهم إن اللغة بدون القرآن لا تكون لغةً عربيةً، وتاريخنا بدون تاريخ رسول الله وصحابته لا يكون تاريخًا.
ولما عدنا في صيف هذا العام إلى مصر جاءت تقارير لهم من هناك فاعتقلونا أنا والشيخ يوسف، وكان اعتقالاً مؤلمًا ولم يعلم أيُّ أحدٍ عنا شيءًا، وأخذونا إلى مبنى المخابرات وسألونا، فقلت لهم نحن أزهريون، فماذا نفعل غير نشر الدعوة، وعندنا مثلٌ شعبيٌّ في مصر يقول «اللي ياكل عيش النصراني يضرب بسيفه»؟ فردَّ الشيخ يوسف وقال هذا هو الكلام الصحيح، بعدها خرجنا وذهبنا إلى الدوحة مرةً أخرى، فرفضوا أن يجدِّدوا الجوازات والإعارة حتى نرجع إلى مصر حتى نُعتقل مرةً أخرى، فرفضنا العودةَ لمصر وذهبت إلى إنجلترا لاستكمال الدكتوراه، وظلَلت هناك من 1965 حتى 1970م.
ظل الدكتور يوسف في قطر، وهناك في إنجلترا أخذ الصوت الإسلامي دفعةً قويةً، ثم اشترينا بيتًا حوَّلناه إلى دار الرعاية الإسلامية، وأصبح له الآن 20 فرعًا في إنجلترا، وبعد ذلك طلب مني الإخوة الذهاب إلى ليبيا فحدث انقلابُ القذافي فذهبْت إلى السودان فحدث انقلاب النميري، فنصحني الإخوة بعدم الذهاب إليهما، ثم اتصل بي الدكتور عبد العزيز الفهد للعمل في السعودية، فذهبت هناك ودرَّست مادة الثقافة الإسلامية بكلية التربية جامعة الرياض، وظللت هناك حتى طلبني الأستاذ عمر التلمساني، فقدمت استقالتي وجئت فورًا إلى القاهرة، ولكنهم حاولوا أن يعتقلوني في فترة تحفُّظ السادات فلم يجدوني في البيت، ثم رجعت مرةً أخرى إلى كلية الدعوة الإسلامية بالرياض، ومن كلية الدعوة طلبني الإخوة في إسلام أباد، فعملت نائب رئيس الجامعة الإسلامية العالمية فرئيسها، وأخذ الجانب الأفغاني مجراه حتى فيَّض اللهُ تحرير أفغانستان من الروس، وظللت في إسلام أباد حتى 2003م".

## وفاته
توفي في منزله بمدينة الإسكندرية صباح يوم السبت 10 يوليو 2010م وصلي عليه بعد صلاة العصر بجامع الحصري بمدينة 6 أكتوبر ودفن بمقابر الجمعية الشرعية بـ 6 أكتوبر.